# Церковь Святого Лупа (Кёльн)

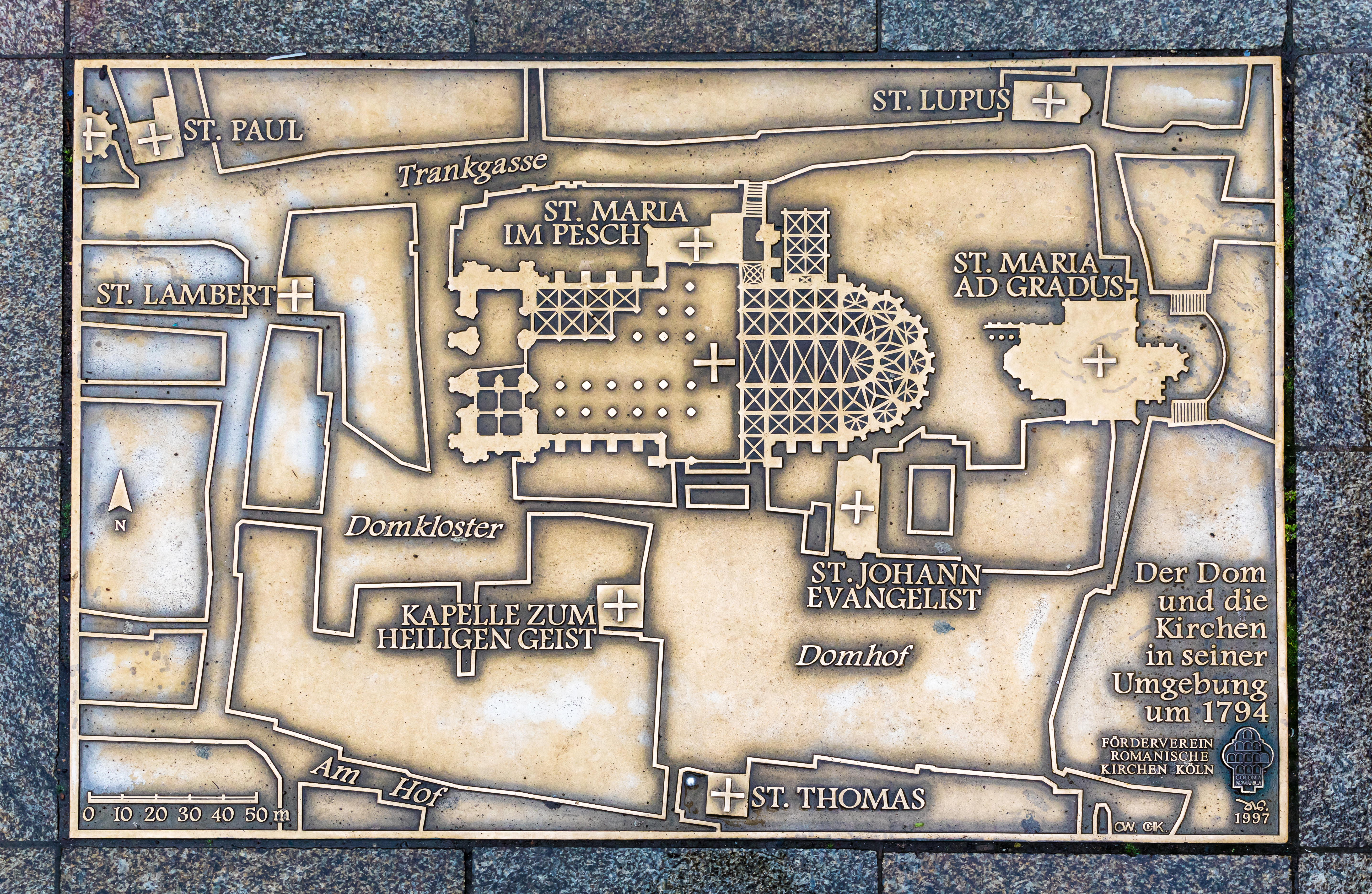
Церковь Св. Лупа рядом с Кёльнским собором в 1794 году.

Церковь Святого Лупа (нем. St. Lupus) — утраченная кёльнская церковь, располагавшаяся рядом с Кёльнским собором и относившаяся к кёльнскому церковно-административному округу Нидерих.

## Общая характеристика
Название «Святой Луп» включает в себя бывший католический приход, приходскую церковь и больницу на севере старого города Кёльна,  на стыке сегодняшних улиц Транкгассе и Йоханнисштрассе.
В 663 году архиепископ Куниберт основал здесь больницу и при ней часовню в честь французского епископа и священноисповедника Лупа Сенонского. Уход за больными был поручен братству плакальщиков ("schreieтbrüder"), в обязанности которых входили также похороны епископов. Эти «братья святого Лупа» занимались своими обязанностями вплоть до XVI  века. Больница с часовней, вероятно, также была общежитием для паломников и иностранцев. Согласно записям XI-XII вв., ими управляли двенадцать братьев, и находились в ведении капитула собора. В 1398 году здание больницы стало домом священника, а двор позади стал кладбищем.
Впервые приход св. Лупа упоминается как приходская церковь в 1171 году, когда архиепископ Райнальд фон Дассель утвердил её в качестве приходской вместе с 13 другими церквами и часовнями. Через три года в честь св. Лупа был освящен новый главный престол. Старый дом священника к западу от церкви был снесён в конце XIV века, а старая церковь была расширена за счет северного прохода и ризницы к востоку. В 1397 году было освящено новое здание церкви. Сообщается о пожаре в церкви, произошедшим в 1540 году.
В 1515 году по благословению епископа Германа V фон Вида Германа V фон Вида в церкви было основано Братство Св. Иосифа. Бедняки могли бесплатно стать членами Братства при условии, что каждое воскресенье должны были трижды молиться о спасении душ своих умерших собратьев и сестер.
Церковь представляла собой простой зал с трехсторонним алтарём, к которому примыкал северный придел. На рисунке города в 1702 году также виден южный придел. К западу находилась четырёхэтажная колокольня в стиле поздней готики, и ещё западнее располагалось кладбище.
Приходская церковь была закрыта в 1803 году и снесена в 1808 году. На этом месте, позже известном как площадь Лупа, расположился новый приход Успения Пресвятой Богородицы, перенявшей функции приходской церкви Св. Лупа. Затем последовало построение нового здания, но и оно было разрушено при строительстве железнодорожного вокзала Кёльна. Никаких видимых следов церкви Св. Лупа не сохранилось. Но осталась невредимой её кафедра, которая была изготовлена в 1630 году и ныне находится в приходской церкви Святого Бриктия кёльнского района Меркених.